# André Albault
André Albault, né le 14 mai 1923 et mort le 17 mai 2017, est un espérantiste et médecin français. Il a contribué à l'essor de l'espéranto en France.

## Biographie
André Albault nait le 14 mai 1923 à Reims. Il étudie à Reims, où il passe le baccalauréat en 1941. Il rentre au lycée Saint-Louis de Paris pour y étudier les mathématiques, mais n’achève pas ses études. Après la Seconde Guerre mondiale, il commence à étudier la médecine à Reims qu’il continue à Toulouse à partir de 1950. En 1951, il épousa une espérantiste française et de cette union naquirent trois enfants: Albault devint ainsi un pionnier dans le domaine du dénaskisme, écrivant de nombreux ouvrages sur ce sujet. Après la mort de sa femme (1973), il se consacra à l'étude de la sophrologie et de la médecine alternative.
En 1963, André Albault devient secrétaire de l'académie de Espéranto, puis directeur de la section consacrée à la construction du vocabulaire commun (1965-1976) et son président pendant quatre mandats (1983-1995). Il a également été vice-président de l'Association espérantophone universelle de médecine  (1974-1976), président de l'Union française pour l'Espéranto (1967-1974) et membre du conseil d'administration de l'EEE (1957-1969) .

## Œuvres
- (eo) André Albault et Roger Léger, Dictionnaire Français-Espéranto, Marmande, 1961, 672 p..